# ژاسمن مسریان
ژاسمن ایوانی مسریان (ارمنی: Ժասմեն Իվանի Մսրյան؛ انگلیسی: Zhasmen Msryan؛ ۳ ژوئن ۱۹۳۲ – ۲۱ ژوئن ۲۰۰۸) یک بازیگر اهل ارمنستان بود. وی بین سال‌های - تا - میلادی فعالیت می‌کرد.

## زندگی‌نامه
وی در ۳ ژوئن ۱۹۳۲ در ولادی‌قفقاز به دنیا آمد و از آکادمی دولتی هنرهای زیبای ارمنستان (۱۹۵۵) فارغ‌التحصیل شد. وی خواهر ولادیمیر مسریان بود. وی در تئاتر روسی استانیسلاوسکی ایروان (۱۹۵۵) تئاتر مخاطبان نوجوان و تئاتر نمایشی هراچیا غاپلانیان (۱۹۶۸) فعالیت می‌کرد. وی همچنین برندهٔ جوایزی همچون هنرمند شایسته ارمنستان شوروی شده است. وی در ۲۱ ژوئن ۲۰۰۸ در سن ۷۶ سالگی در ایروان درگذشت.

## گزیده فیلمشناسی
از فیلم‌ها یا برنامه‌های تلویزیونی که وی در آن نقش داشته است می‌توان به مردی از المپوس (۱۹۷۴) اشاره کرد.

## یادداشت
1. ↑  Yerevan State Youth Theatre